# Lia Neal
Lia Neal (Brooklyn (New York), 13 februari 1995) is een Amerikaanse zwemster. Ze vertegenwoordigde haar vaderland op de Olympische Zomerspelen 2012 in Londen en op de Olympische Zomerspelen 2016 in Rio de Janeiro.

## Carrière
Op de wereldkampioenschappen zwemmen jeugd 2011 in Lima werd Neal wereldkampioene bij de jeugd op de 100 meter vrije slag.
Bij haar internationale debuut, op de Olympische Zomerspelen 2012 in Londen, veroverde de Amerikaanse samen met Missy Franklin, Jessica Hardy en Allison Schmitt de bronzen medaille op de 4x100 meter vrije slag. Op de wereldkampioenschappen kortebaanzwemmen 2012 in Istanboel sleepte Neal samen met Megan Romano, Jessica Hardy en Allison Schmitt de wereldtitel in de wacht op de 4x100 meter vrije slag. Op de 4x100 meter wisselslag zwom ze samen met Olivia Smoliga, Laura Sogar en Christine Magnuson in de series, in de finale legde Smoliga samen met Jessica Hardy, Claire Donahue en Megan Romano beslag op de bronzen medaille. Voor haar aandeel in de series werd Neal beloond met de bronzen medaille.
In Kazan nam de Amerikaanse deel aan de wereldkampioenschappen zwemmen 2015. Op dit toernooi behaalde ze samen met Missy Franklin, Margo Geer en Simone Manuel de bronzen medaille op de 4x100 meter vrije slag. Op de gemengde 4x100 meter wisselslag zwom ze samen met Ryan Murphy, Kevin Cordes en Kendyl Stewart in de series, in de finale veroverden Murphy en Cordes samen met Katie McLaughlin en Margo Geer de zilveren medaille. Voor haar aandeel in deze estafette ontving Neal eveneens de zilveren medaille.
Tijdens de Olympische Zomerspelen van 2016 in Rio de Janeiro zwom Neal samen met Amanda Weir, Allison Schmitt en Katie Ledecky in de series, in de finale sleepte Ledecky samen met Simone Manuel, Abbey Weitzeil en Dana Vollmer de zilveren medaille in de wacht. Voor haar aandeel in de series werd Neal beloond met de zilveren medaille.

## Internationale toernooien
| Jaar | Olympische Spelen                             | WK langebaan                                                                                          | WK kortebaan | PanPacs       | Pan-Ams                                                                                |
| ---- | --------------------------------------------- | --- | --- | ------------- | -------------------------------------------------------------------------------------- |
| 2012 | 4x100m vrije slag                             | | 4x100m vrije slag · 4x100m wisselslag · Neal zwom enkel de series |               |                                                                                        |
| 2013 |                                               | geen deelname                                                                                         | |               |                                                                                        |
| 2014 |                                               | | geen deelname | geen deelname |                                                                                        |
| 2015 |                                               | 4x100m vrije slag · 4x100m wisselslag gemengd · Neal zwom enkel de series                             | |               | geen deelname                                                                          |
| 2016 | 4x100m vrije slag · Neal zwom enkel de series | | 6-11 december |               |                                                                                        |
| 2017 |                                               | 4x100m vrije slag · Neal zwom enkel de series · 4x100m vrije slag gemengd · Neal zwom enkel de series | |               |                                                                                        |
| 2018 |                                               | | 7e 100m vrije slag · 4x50m vrije slag · Neal zwom enkel de series · 4x100m vrije slag · 4x200m vrije slag · Neal zwom enkel de series · 4x100m wisselslag · Neal zwom enkel de series | geen deelname |                                                                                        |
| 2019 |                                               | 4x100m vrije slag · Neal zwom enkel de series                                                         | |               | 4e 100m vrije slag · 4x100m vrije slag · 4x100m wisselslag · Neal zwom enkel de series |

## Persoonlijke records
Bijgewerkt tot en met 15 oktober 2020
Kortebaan
| Afstand         | Tijd    | Datum            | Plaats       |
| --------------- | ------- | ---------------- | ------------ |
| 50m vrije slag  | 23,95   | 12 december 2015 | Indianapolis |
| 100m vrije slag | 52,01   | 11 december 2015 | Indianapolis |
| 200m vrije slag | 1.55,09 | 19 november 2017 | Singapore    |

Langebaan
| Afstand         | Tijd    | Datum            | Plaats       |
| --------------- | ------- | ---------------- | ------------ |
| 50m vrije slag  | 24,77   | 1 juli 2017      | Indianapolis |
| 100m vrije slag | 53,59   | 27 juni 2017     | Indianapolis |
| 200m vrije slag | 1.58,26 | 11 augustus 2011 | Stanford     |